# 로버트 새뮤얼 매클레이

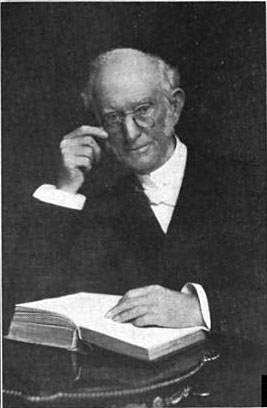
로버트 새뮤얼 매클레이

로버트 새뮤얼 매클레이(Robert Samuel Maclay; 1824년 ~ 1907년)는 감리교회 계통의 미국인 선교사 겸 교육자이며 한국 이름은 맥리화(麥利和)다. 1884년에 합법적인 절차를 밟아 내한한 최초의 개신교 성직자다. 이때 친분이 두터웠던 김옥균을 통하여 선교사업(학교와 병원을 설립과 운영)에 대한 고종의 허락을 얻어내어 간접적인 방식의 선교지만 사실상 합법적인 선교의 문을 열었다. 이후 선교를 위해서 감리교 선교사 스크랜튼, 아펜젤러 등을 조선에 불러들였다.

## 생애

### 어린 시절
1824년 2월 7일 펜실베이니아주 콩코드에서 태어났다. 그의 부모는 가죽가공 사업을 했다. 아버지 로버트 매클레이는 장로교 신앙가운데 성장했지만 감리교회에도 적극적으로 참여하였고 어머니는 아일랜드 북부 출신 이민자였다. 매클레이는 1841년 가을 디킨슨 대학에 입학했고 1845년 7월 졸업식에서 "규칙과 삶의 종말"이라는 제목의 졸업 연설을 했다. 감리교에서 목사 안수를 받았다.
매클레이는 미국내 짧은 목회를 뒤로하고 1847년 9월 10일, 중국 선교사로 임명되었다. 다음해에 부임한 후 주로 푸저우(福州)에서 활동하였고, 1850년에는 푸저우여자고등학교를 설립하였다. 1873년 감리교 선교회의 일본 미션 총리에 임명되어 요코하마에서 선교활동을 하였다.

### 조선 방문
1882년 5월에 조선과 미국이 수교한 후, 다음해 4월에 조선 주재 미국 초대공사가 조선에 부임하였다. 이에 대한 답례로 조선에서도 1883년 8월에 사절단(보빙사)을 미국에 파견하였는데, 이때 미국 감리교회 해외선교부의 지도급 인사중 가우처 박사가 이들 조선사절단을 만나 교류하며 조선 선교에 대해 긍정적인 평가를 하게 되었다. 또한 1883년 후반기에 일본에서 활동중인 미국 선교사들과 일본에 체류중에 개종한 조선 관리 이수정이 미국 개신교계에 보낸 공개서한을 통해 조선에 선교사 파송을  요청하는 일이 있었다. 이 공개서한이 선교잡지에 실리자 각지에서 많은 선교 헌금이 접수되었다.
이에 미국 감리교 선교부는 일본에 있는 매클레이에게 한국의 실정을 살펴볼 것을 요청했다. 매클레이는 1884년 6월 8일 요코하마를 출발하여 23일 인천에 도착한 후 24일 한양 미국공사관에 머물렀다. 이는 개신교 성직자로서는 처음으로 합법적인 절차를 밟아 내한한 것이었다. 이후 같은해 7월 3일에 김옥균을 통하여 고종으로부터 선교회 사업(교육과 의료)에 관하여 허락을 얻어내는데 성공했다. 김옥균과의 친분은 지난 1882년에 차관(借款) 교섭차 김옥균이 일본에 왔던 시기에 맺은 바가 있었다.
매클레이가 한양에 도착한 당시 김옥균이 승정원 승지로 외무아문 사무를 보던 때라 맥클레 박사가 조선에 당도한 목적을 고종에게 아뢰었는데, 김옥균은 일본에서 감리교 선교부가 하던 복지사업들을 근거로 고종에게 감리교의 정주를 상소하였다. 고종은 학교나 병원의 설립을 승인하겠다고 하교하였다.

### 말년
1884년 12월에 갑신정변이 벌어져 조선정국이 어수선하자 선교사 파송 사업은 지연되었으나, 일단 선교사로 임명된 윌리엄 스크랜튼, 메리 스크랜튼, 아펜젤러를 일본으로 불러, 이수정에게 한국어를 배우게 했다. 이들은 1885년 4월 조선에 입국한 후 이화학당과 배재학당을 설립하고, 여러 병원도 세우며 선교사업을 펼쳐나갔다. 
매클레어는 한국선교책임자 자리를 거절한 후 일본에 머물면서 일본 《신약성서》 번역위원이 되어 일하며, 도쿄에이와학교의 총리(1883~1888)로 취임하여 신학과 철학을 가르쳤다. 1889년에 귀국해 로스앤젤레스 근교에 신학교를 설립하고 교장이 되었다. 저서에 《각세문(覺世文)》(1856) 《수세례지약(受洗禮之約)》(1857년) 《신덕통론(信德統論)》(1865) 등이 있다.

## 같이 보기
- 감리교회

- 기독교대한감리회